# Cylisticus desertorum
Cylisticus desertorum är en kräftdjursart som beskrevs av Borutzkii 1957. Cylisticus desertorum ingår i släktet Cylisticus och familjen Cylisticidae. Inga underarter finns listade i Catalogue of Life.